# Dirty Bass
Albums de Far East Movement
Free Wired
(2010)
Singles
1. Live My Life
Sortie : 28 février 2012
2. Dirty Bass
Sortie : 10 mai 2012
3. Turn Up the Love
Sortie : 21 juin 2012
4. Change Your Life
Sortie : 20 novembre 2012
5. Candy
Sortie : 20 mai 2013

Dirty Bass est le quatrième album studio de Far East Movement, sorti le 12 juin 2012.

## Liste des titres
| No  | Titre                                                                          | Durée |
| --- | ------------------------------------------------------------------------------ | ----- |
| 1.  | Dirty Bass (feat. Tyga)                                                        | 3:29  |
| 2.  | Live My Life (feat. Justin Bieber)                                             | 3:57  |
| 3.  | Where The Wild Things Are (feat. Crystal Kay)                                  | 3:42  |
| 4.  | Turn Up the Love (feat. Cover Drive)                                           | 3:16  |
| 5.  | Flossy (feat. My Name Is Kay)                                                  | 3:33  |
| 6.  | If I Die Tomorrow (feat. Bill Kaulitz)                                         | 4:07  |
| 7.  | Ain't Coming Down (feat. Sidney Samson & Matthew Koma)                         | 3:35  |
| 8.  | Candy (feat. Pitbull)                                                          | 3:58  |
| 9.  | Fly With U (feat. Cassie)                                                      | 3:31  |
| 10. | Show Me Love (feat. Alvaro)                                                    | 3:52  |
| 11. | Live My Life (Party Rock Remix) (feat. Justin Bieber & Redfoo)                 | 4:16  |
| 12. | Little Bird                                                                    | 3:07  |
| 13. | Basshead (feat. YG)                                                            | 3:49  |
| 14. | Lights Out (Go Crazy) (Junior Caldera feat. Natalia Kills & Far East Movement) | 3:10  |

| 15. | Like a G6 (feat. The Cataracs & Dev)                 | 3:39 |
| 16. | Rocketeer (feat. Ryan Tedder)                        | 3:31 |
| 17. | Live My Life (Jaywalker Remix) (feat. Justin Bieber) | 5:17 |

## Classement
| Pays (2012)         | Meilleure position |
| ------------------- | ------------------ |
| Belgique (Flandre)  | 186                |
| Belgique (Wallonie) | 186                |
| Canada              | 25                 |
| Suisse              | 78                 |

## Sorties
| Pays        | Date de sortie | Format             | Label                                  |
| ----------- | -------------- | ------------------ | -------------------------------------- |
| Royaume-Uni | 21 mai 2012    | CD, téléchargement | Cherrytree Records, Interscope Records |
| États-Unis  | 12 juin 2012   | CD, téléchargement | Cherrytree Records, Interscope Records |